# Юридический факультет Университета Сан-Паулу

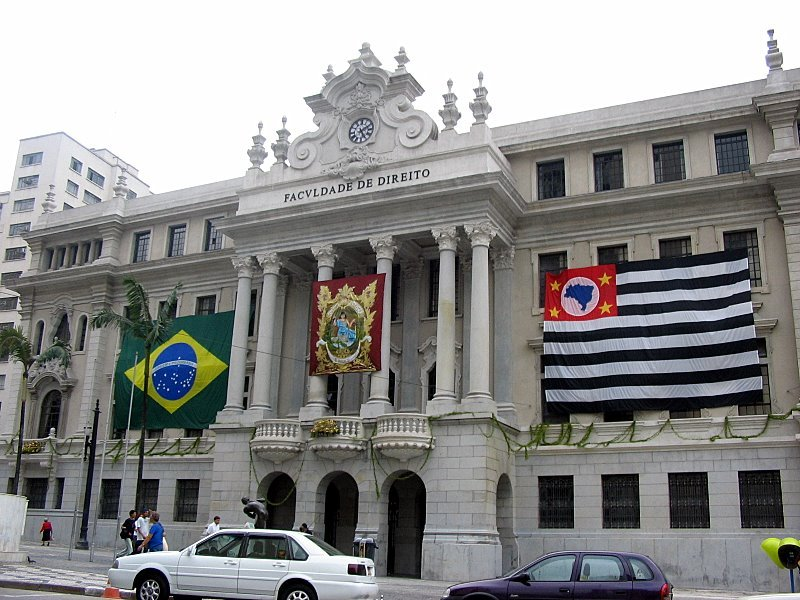
Университет школы и права Сан-Паулу

Юридический факультет Университета Сан-Паулу (порт. Faculdade de Direito da Universidade de São Paulo; также известный как Юридическая школа Ларгу-ди-Сан-Франсиску (порт. Faculdade de Direito do Largo de São Francisco)), — образовательное учреждение высшего образования и научных исследований в области права Университета Сан-Паулу. Находится в городе Сан-Паулу, Бразилия. Институт впервые был создан в 1824 году, заново застроен после пожара в 1934 году.

## История
Институт права в Сан-Паулу является одним из старейших высших учебных заведений в Бразилии. Изначально университет был создан немецким профессором миссионером-протестантом Юлиусом Франком совместно с муниципалитетом Олинды и располагался там же. Однако 11 августа 1827 году бразильский император Педру I издал указ о том, чтобы перевести заведение в более крупный Сан-Паулу.
В институте права Сан-Паулу учились многие известные политические и культурные деятели Бразилии, такие как например Монтейру Лобату, Пауло Сетубал , Алварис ди Азеведу т. д.